# Prvoklíček

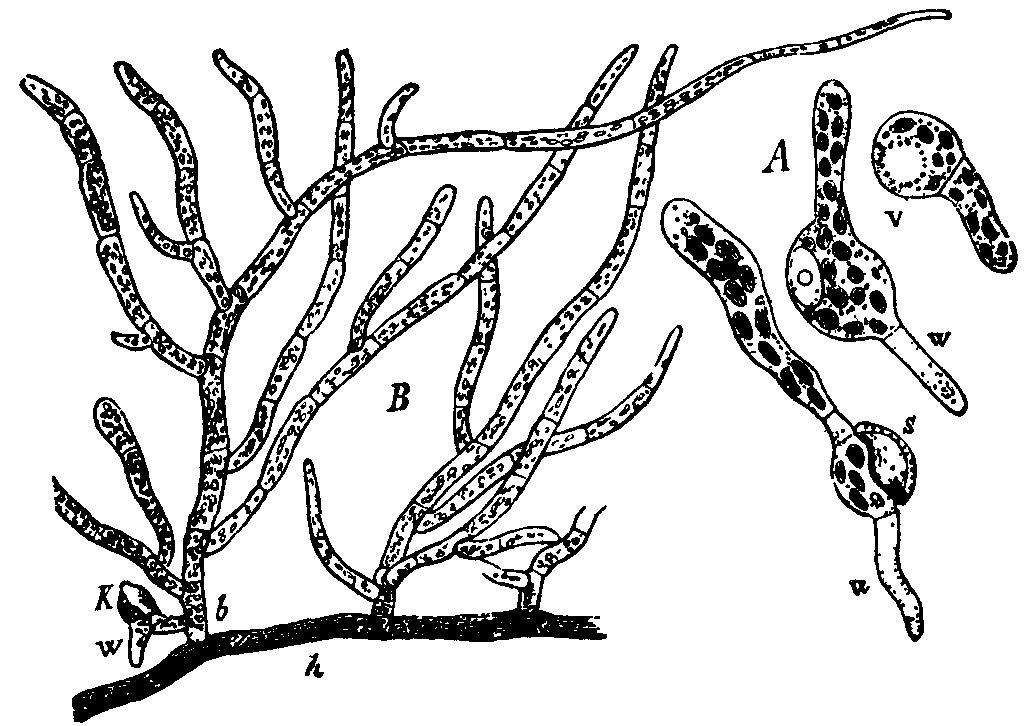
Prvoklíček mechorostů.
A) klíčící spory s) buněčná stěna spory v) vakuola w) rhizoid
B) Část vyvinutého prvoklíčku h) kaulonema b) chloronema k) mladá rostlinka mechu w) její první rhizoid

Prvoklíček (protonema) je většinou vláknitý provazec buněk, které dohromady formují haploidní fázi (gametofyt) vývojového cyklu mechorostů. Na prvoklíčku se zakládají pupeny, z nichž se potom vyvíjí vlastní rostlinka, gametofor. Na gametoforech, ojediněle přímo na prvoklíčku se vytvářejí pohlavní orgány, gametangia, a to samčí pelatky (anteridia) a samičí zárodečníky (archegonia).
Prvoklíčky jsou typické pro mechy, některé játrovky, ale někdy se též vyskytují u hlevíků.

## Prvoklíček mechů

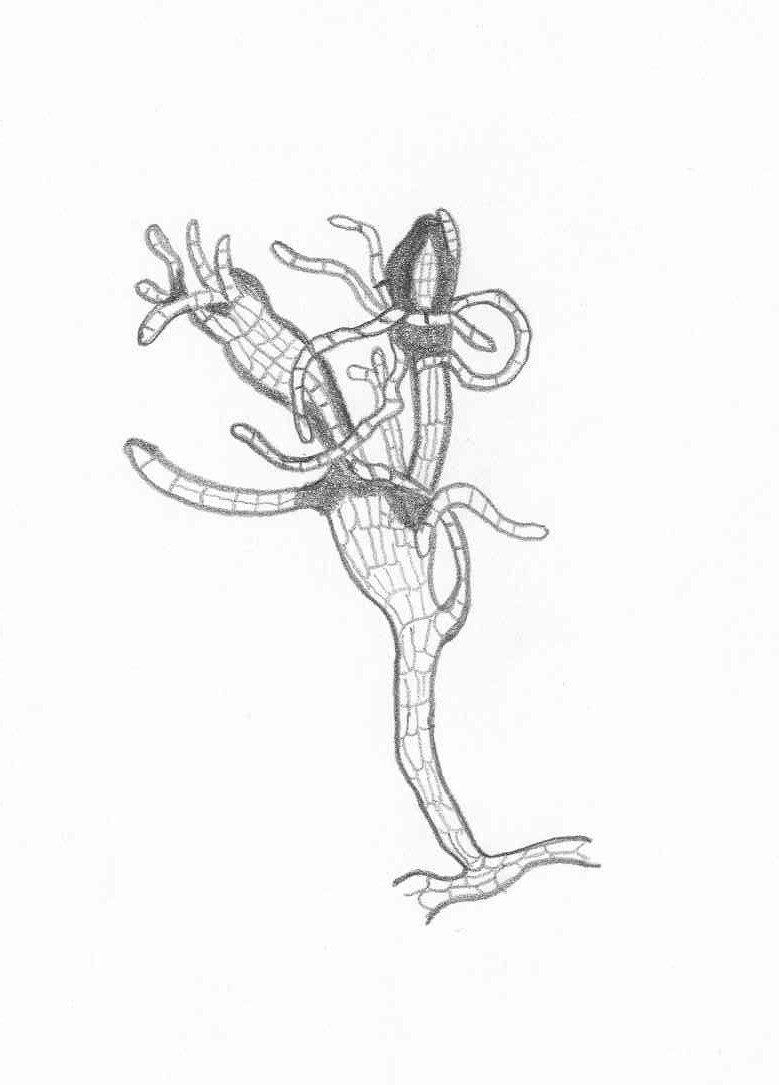
Pentlicovité protonema mechu Andreaea rupestris

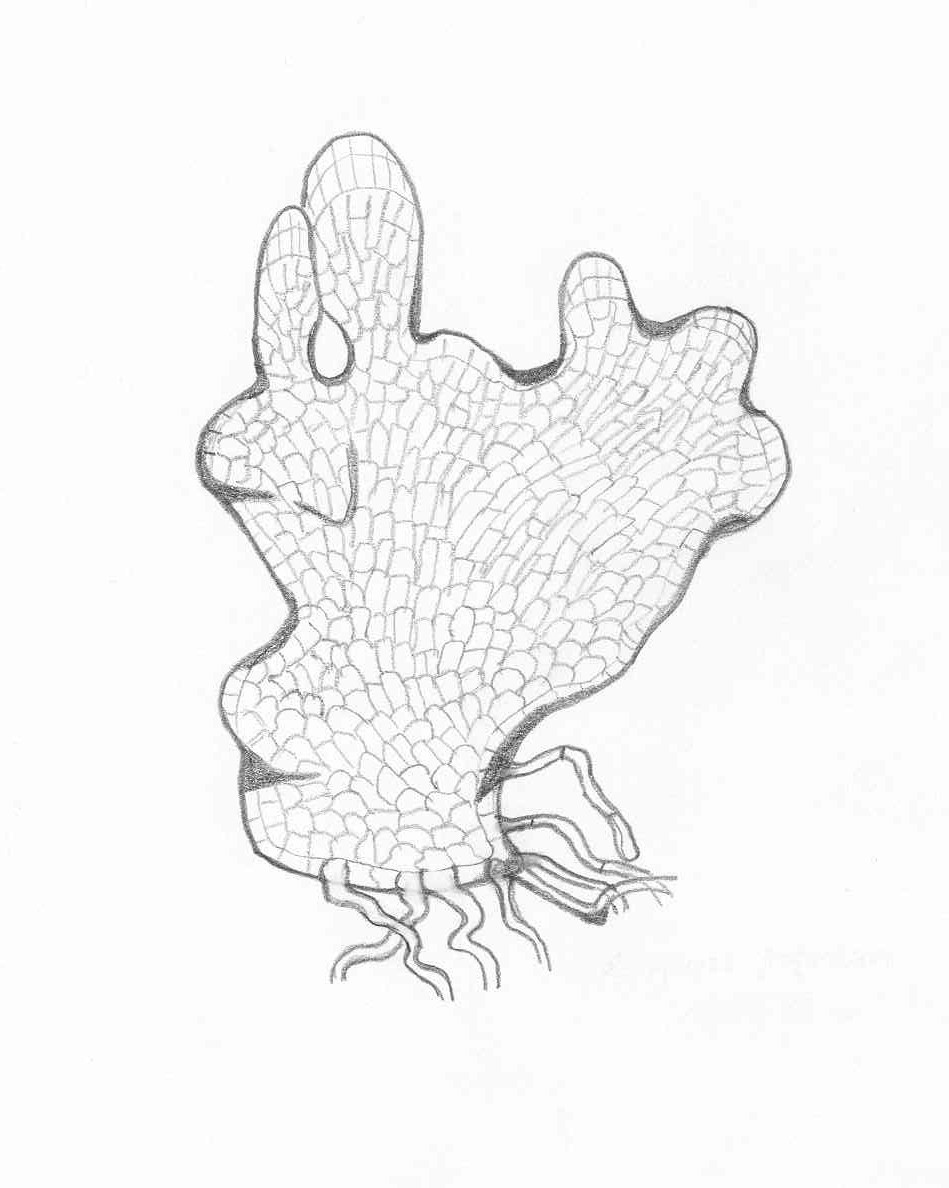
Lupenité protonema mechu Sphagnum palustre

Prvoklíček je vytvořen u všech druhů mechů. Nejčastěji je vláknitý, ale může být i lupenitý, pentlicovitý apod. U většiny mechů se po vyklíčení vytváří vláknitá větvící se chloronema (obsahující chloroplasty), která vytváří systém jednořadých vláken s příčnými přehrádkami. Z chloronematu se postupně diferencují rhizoidy (k substrátu přichycená vlákna), kaulonemata, která mohou být vzpřímená, bezbarvá nebo pouze s několika málo chloroplasty. Šikmé příčné přehrádky jsou vytvořeny obvykle pouze na kaulonematu, které však často není zřetelně odlišené od chloronematu. U některých rodů se tvoří pouze kaulonema (Funaria, Encalypta, Tortulam, Bryum aj.), u jiných pouze chloronema (Polytrichaceae, Tetraphidaceae, Orthotrichum aj.). Na chloronematu se potom zakládají i pupeny, z nichž postupně vyrůstají jednotlivé gametofory. U druhů bez chloronematu se pupeny zakládají na kaulonematu. Na vláknitém prvoklíčku se mohou vytvářet ojediněle i ploché jednovrstevné vícebuněčné útvary (Tetraphis) nebo i protonemální přívěsky, které fungují jako rozmnožovací tělíska (Tetrodontium). Tyto útvary buď mizejí při vytvoření gametoforů (Tetraphis) nebo jsou vytrvalé (Tetrodontium).

### Speciální případy

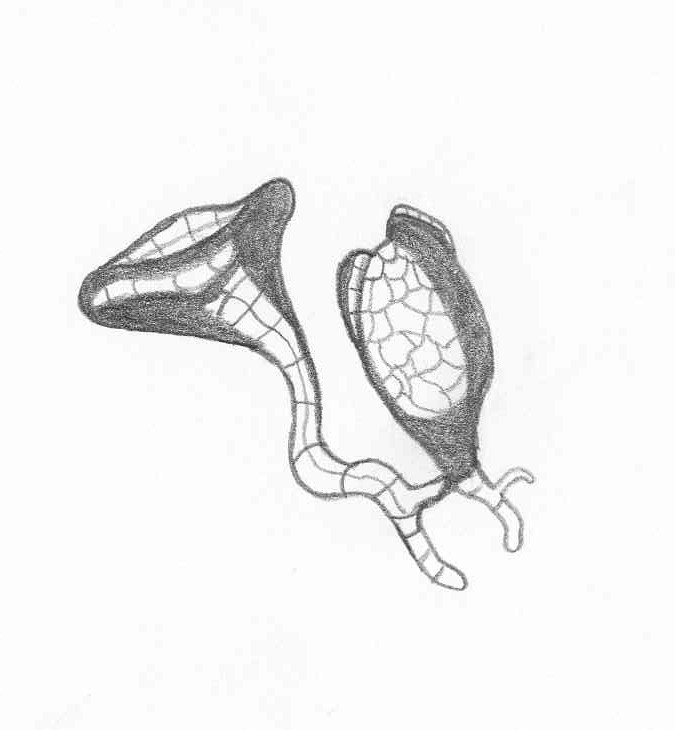
Protonema s trubkovitými výrůstky mechu Diphyscium foliosum

- Řady mechů, zvláště ty, které rostou v kompaktních polštářích (Grimmia aj.), vytvářejí tzv. sekundární protonema vyrůstající z gametoforu (může dokonce vzniknout ze sporofytu regenerací).
- Některé druhy zase tvoří místo vláknitého prvoklíčku již při klíčení shluky buněk, ve kterých se diferencují apikální buňky. Zde se buď přímo zakládají gametofory nebo se z nich teprve diferencují chloronemata (kaulonemata se potom obvykle nevytváří).
- U rašeliníků výtrusy klíčí krátkým jednořadým vláknem, avšak jeho terminální buňka vzápětí vytváří lupenitý, laločnatý prvoklíček.
- Rod Andreaea má chloronema jednořadé či dvouřadé, nejčastěji však víceřadé, pentlicovité, též laločnaté. Z tohoto chloronematu vzniká sekundární protonema tvořené plochými vícebuněčnými jednovrstevnými útvary.
- U rodu Takakia je prvoklíček neznámý, ale předpokládá se, že rovněž není vláknitý.[zdroj?]
- Prvoklíček tzv. „svítících mechů“ (dřípovičník zpeřený a Mittenia plumula) je složen z řetízků kulovitých buněk, jejichž svrchní strana je čočkovitě vypouklá a láme tak světelné paprsky směrem ke spodní části buněk s chloroplasty fungujícími jako zrcadlo.
- Rody Diphyscium a Theriotia vytvářejí prvoklíček s trubkovitými výrůstky, které mají fotosyntetickou funkcí.

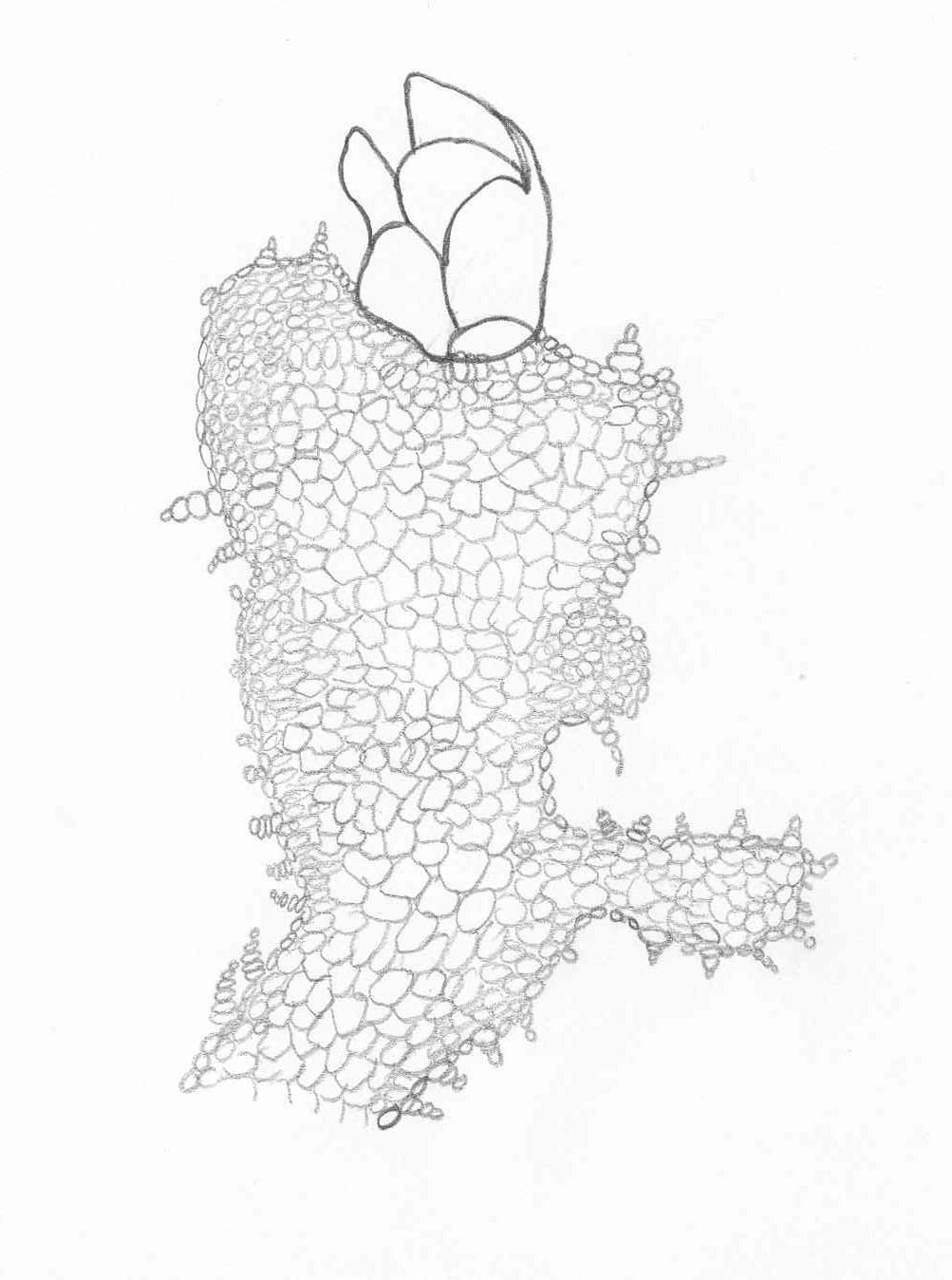
Lupenité protonema játrovky Metzgeriopsis pusilla

## Prvoklíček játrovek
Prvoklíček u játrovek s exosporickým typem klíčení (který je u nich nejčastější) je většinou redukován pouze na několik buněk vzniklých klíčením jednobuněčného výtrusu a obvykle není prakticky odlišován od gametoforu. Mnohdy se proto uvádí, že prvoklíček u játrovek chybí.[zdroj?] Vzápětí po vyklíčení se začne vytvářet nepatrný vláknitý větvený či nevětvený, kulovitý až oválný či terčovitý mnohobuněčný útvar, který tvoří ve většině případů základ pouze jediného gametoforu.
- Endosporický typ klíčení je charakteristický většinou pro epifyticky rostoucí druhy (Lejeuneaceae, Plagiocila, Radula aj.), u ostatních rodů je výjimečný (Conocephalum aj.).

- U rodů Bucegia, Cephalozia, Chiloscyphus a některých dalších byla zjištěna i tvorba více gametoforů. Brzy se diferencuje terminální buňka gametoforu, z ní vyrostou rhizoidy a začne se diferencovat gametofor. Prvoklíček potom odumírá.
- Výjimku tvoří vysoce redukovaný rod Protocephalozia. Vláknitý útvar, který je zde interpretovaný jako prvoklíček, vytrvává, nahrazuje stélku a přímo se na něm vytvářejí gametangia.
- Lupenitý vytrvalý prvoklíček u druhů Radula yanoella a Metzgeriopsis pusilla nahrazuje také v podstatě stélku. U těchto druhů se však tvoří fyloidy pouze na krátkých větévkách, které nesou gametangia. Mnohobuněčné výtrusy vznikají jako následek endosporického klíčení, kdy dochází k vytvoření prvoklíčku.

## Prvoklíček hlevíků
U většiny rodů klíčí výtrusy exosporicky obvykle krátkým, 2-4 buněčným vláknem, prvoklíčkem. Z koncové buňky tohoto vlákna vzniká následně gametofor.
- U rodu Notothylas se místo vlákna vytvoří jen shluk buněk.
- Vzácněji klíčí hlevíky endosporicky již v tobolce (např. druhy rodu Dendroceros). Po uvolnění z tobolky vzniká z výtrusů přímo gametofor a prvoklíček se tedy vůbec nevytváří.

## Prokel kapraďorostů
Prokel (prothalium) kapraďorostů se často zaměňuje s označením prvoklíčku u mechorostů. Prokel vytváří na rozdíl od prvoklíčku celý gametofyt rostliny, je vláknitý, lupenitý nebo hlízkovitý a nese většinou samčí a samičí pohlavní orgány (pelatky i zárodečníky).